# Aleksandr Medvedev
Aleksandr Ivanovitj Medvedev (ryska: Александр Иванович Медведев), född 14 augusti 1955 i Sjachtjorsk, Sachalin oblast. Han var tidigare vice ordförande i styrelsen för det ryska energibolaget Gazprom, och tillika generaldirektör för Gazproms exportavdelning. Han var vid sidan om uppdragen för Gazprom dessutom president för Kontinental Hockey League mellan åren 2008 till 2014.

## Biografi

### Bakgrund
År 1978 tog Medvedev examen från Moskvas fysiska och teknologiska institut och verkade därefter inom Institute of World Economy and International Relations till 1989. Han har senare haft ledande positioner inom Donau Bank AG i Wien, IMAG Investment Management & Advisory Group GmbH, och Vostotjnaja Neftianaja Kompanija ('Östra Oljebolaget'), fram till det att han började på Gazprom.

### Gazprom
Sedan 2002 har Medvedev haft olika ledande positioner inom Gazprom. Han har också, och har haft, viktiga roller i Gazproms dotterbolag, exempelvis Nord Stream AG, Rosukrenergo, Centrex Group, Gazprom Germania, och Yugorosgaz.

### KHL:s utveckling
Mellan åren 2008 till 2014 var Medvedev president för den då nystartade hockeyligan Kontinental Hockey League, och under sin tid i tjänsten presenterade han idéer och genomförde saker som fått stor uppmärksamhet. I maj 2009 meddelade Medvedev att han var intresserad av att förvärva ett lag i den rivaliserande ligan NHL. Medvedev förväntades att diskutera detta med NHL-kommissionären Bill Daly. Det är oklart om de ens träffades, men Medvedev äger ännu inget lag i NHL. I juni 2012 presenterade Medvedev en plan för hur KHL skulle kunna utökas till 64 lag från 22 länder. Expansionen av KHL välkomnades inte så varmt i alla länder som Medvedev hoppats på (exempelvis i Sverige, Schweiz och Tyskland), och han har senare sagt att ligan inte kommer att innehålla fler än 32 lag. Han var tidigare också president för ishockeyklubben SKA Sankt Petersburg och Rysslands representant i IIHF:s styrelse.